# Stefano Bessoni

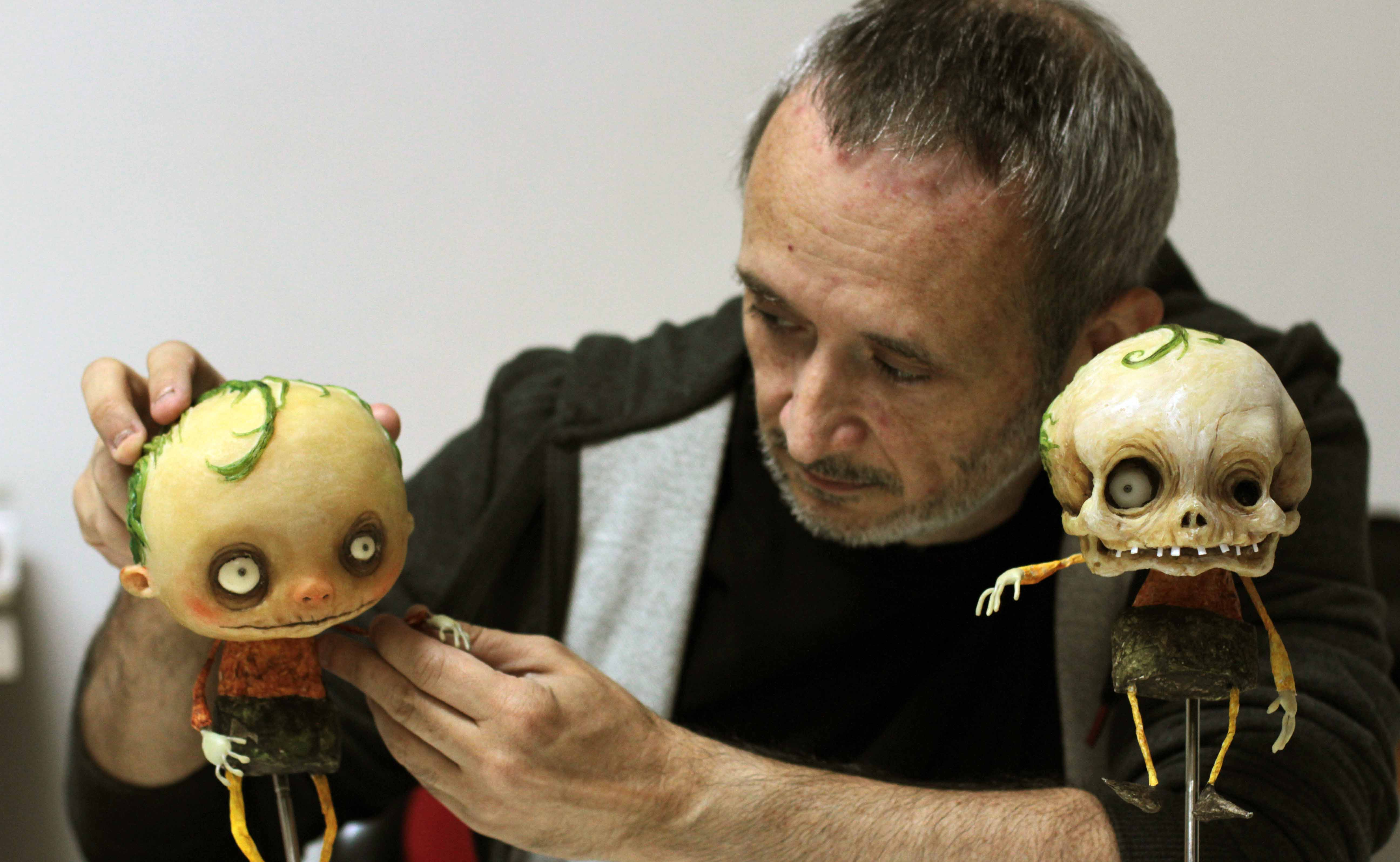
Stefano Bessoni mentre lavora al corto Canti della forca

Stefano Bessoni (Roma, 14 settembre 1965) è un regista, illustratore e animatore stop-motion italiano.

## Biografia e carriera
Stefano Bessoni è un regista cinematografico, un illustratore e un animatore che lavora con la tecnica della stop-motion.
La sua formazione in campo artistico avviene sotto la guida dell'incisore napoletano Mario Scarpati, che gli tramanda le antiche tecniche calcografiche e gli spalanca la porta della grafica magica dei paesi dell'est, facendogli conoscere autori come Dusan Kallay, Roland Topor, Jiri Anderle, Félicien Rops, che diverranno la base del suo immaginario visivo assieme ad artisti come Dave McKean, Elizabeth McGrath, Mark Ryden e gli esponenti del Pop Surrealism.
Dopo aver frequentato per alcuni anni un corso di laurea in scienze biologiche, sviluppando particolare interesse per la zoologia e l'anatomia, si è poi diplomato presso l'Accademia di Belle Arti di Roma. Nonostante l'allontanamento dall'università, il mondo della scienza, ed in particolare gli sconfinamenti tra discipline ufficiali ed arti espressive, divengono il nucleo centrale della sua ricerca poetica, insieme alle fiabe e al mondo dell'infanzia.
Il suo universo espressivo è strettamente correlato ai suoi disegni e alle sue illustrazioni. Bessoni ritiene, infatti, che il cinema sia il mezzo ideale per estendere le potenzialità delle idee catturate con carta e matita. Considera Peter Greenaway il suo maggiore punto di riferimento, per l'affinità di tematiche e per l'instancabile ricerca nella manipolazione delle immagini. Ammira inoltre la dimensione poetica dell'opera di Wim Wenders, con particolare predilezione per Il cielo sopra Berlino, che considera uno dei pochissimi film in cui l'agilità calligrafica della macchina da presa possa essere paragonata allo strumento di un disegnatore.
Dal 1989 ha realizzato numerosi film sperimentali, installazioni video teatrali e documentari, suscitando l'attenzione della critica e ricevendo molti riconoscimenti presso festival nazionali e internazionali.
Dal 1990 al 1998 ha lavorato per alcune società di produzione televisiva come operatore, direttore della fotografia e montatore. Dal 1998 al 2001 ha collaborato con il regista Pupi Avati, in qualità di assistente, storyboard artist e digital effect artist.
Nel 1994 il Museo Nazionale delle Arti e Tradizioni Popolari ha pubblicato un suo saggio sul lavoro che ruota intorno alla creazione di un personaggio, dal titolo Attraverso lo specchio. Nella pubblicazione sono inseriti la sceneggiatura e i bozzetti del lavoro video-teatrale Grimm e il teatro della crudeltà. Ha ricevuto, nel 1995, il premio FEDIC “Claudio Pastori“, dedicato all'insieme di film realizzati, con la seguente motivazione: “Per la coerenza dell'impegno, l'originalità della ricerca, la cultura e la passione espresse nel complesso delle opere realizzate e nello studio dei rapporti tra cinema, pittura, storia, tradizioni e credenze popolari”. Nel 1998 gli è stata dedicata una personale nell'ambito del VideoFestival di Messina “L'Occhio del Ciclope”, nel 2009 al Reggio Emilia Film Festival e nel 2011 al Fantafestival di Roma.
È stato docente di regia cinematografica presso la NUCT a Cinecittà e presso l'Accademia Griffith di Roma. Ha tenuto e tiene numerosi workshop in Italia e all'estero, presso scuole e festival specializzati sia in Italia sia all'estero come: IED Roma (Roma), Ars in Fabula (Macerata), Giffoni Film Festival (Salerno) Future Film Festival (Bologna), Bologna Children’s Book Fair – Expopixel (Bologna), Teatro Franco Parenti (Milano), Fantaspoa (Porto Alegre, Brasile), Oi Kabum (Salvador De Bahia, Brasile), Estacion Diseño (Granada, Spagna).
Nel 2015, in occasione del centocinquantenario della prima edizione di Alice nel Paese delle Meraviglie, il Museo Luzzati di Porta Siberia a Genova gli ha dedicato un'importante mostra, dove tutte le illustrazioni originali di Alice Sotto Terra e i bozzetti realizzati dal 1989 a oggi, sono messi a confronto con la rilettura del classico carrolliano realizzata da Emanuele Luzzati negli anni novanta.
Il suo interesse per “la dimensione irreale delle fiabe”, delle Wunderkammern e delle vecchie ballate lo ha portato alla creazione di diversi libri ispirati a questo universo (tutti pubblicati da #logosedizioni): dai primi lavori Homunculus e Wunderkammer (2011), alle riscritture in chiave “macabra” di Pinocchio (2014) e Alice sotto terra (2012), a Mr Punch (2015) e I canti della forca (2013, da cui è nato anche l'omonimo cortometraggio), oltre alla serie di quattro volumi in corso di pubblicazione Le scienze inesatte, di cui al momento sono usciti Rachel (2017) e Rebecca (2018).
Attualmente lavora come docente presso lo IED di Roma, nella sede Alcamo, dove dal settembre del 2018 è diventato coordinatore del corso “Illustrazione e Animazione”. 

## Premi (selezione)
- 2013 Canti della forca – Film riconosciuto di interesse culturale nazionale da parte del Ministero dei Beni e delle Attività Culturali – Direzione Generale Cinema[5]
- 2012 Krokodyle – Miglior film per ragazzi, fascia 16-25 anni, e Menzione speciale della giuria di qualità al Vittorio Veneto Film Festival, Festival internazionale di cinema per ragazzi[6]
- 2011 Krokodyle – Menzione Speciale Méliès d'Argento al Sitges, Festival Internacional de Cinema Fantàstic de Catalunya, Spagna;[7] Miglior film internazionale al Puerto Rico Horror Fest, Puerto Rico, USA[8]
- 2009 Imago mortis – Film riconosciuto di interesse culturale nazionale da parte del Ministero dei Beni e delle Attività Culturali e sovvenzione per la produzione del film[9]
- 2006 Frammenti di scienze inesatte – Primo premio, sezione lungometraggi, al Fano International Film Festival;[10] Premio Giuria Giovani al festival Valdarno Cinema Fedic, San Giovanni Valdarno[11]
- 1996 Asterione – Medaglia di bronzo al festival Valdarno Cinema Fedic – Medaglia di bronzo all'Unica World Festival, Almelo, Olanda[12]
- 1995 Grimm e il teatro della crudeltà – Medaglia d'oro al festival Valdarno Cinema Fedic – Medaglia d'oro, sezione sperimentale, Festival Internazionale del Cinema di Salerno[13]

## Filmografia

### Lungometraggi
- La via degli angeli, regia di Pupi Avati (artista disegnatore) (1999)
- I cavalieri che fecero l'impresa, regia di Pupi Avati (artista effetti digitali, artista storyboard) (2001)
- Frammenti di scienze inesatte (regista, sceneggiatore, produttore, costumista) (2005)
- Imago mortis (regista, sceneggiatore, artista disegnatore) (2008)
- Krokodyle (regista, sceneggiatore, produttore) (2010)

### Cortometraggi – Mediometraggi – Documentari – Lavori per la TV
- Canti della Forca (regista, sceneggiatore, produttore) (2013)
- Kokocinski. Documentario sul pittore Alejandro Kokocinski (2002)
- Il catturatore (2000)
- Galgenlieder. Canti patibolari (1998)
- Pinocchio apocrifo. Storia di un burattino in dieci quadri (1997)
- Appunti di lavoro 97. Favole allo specchio e Pinocchio (1997)
- Asterione (1996)
- Grimm e il teatro della crudeltà (1995)
- Totentanz (1994)
- Gregor Samsa (1993)
- Tulp (1993)
- Il gatto con gli stivali (episodio pilota, 1992)
- Il principe delle ombre. Ritratto di Mario Scarpati (1992)
- La favola del bambino mai nato (1991)
- Favole (1991)
- Canti della forca (2013)

## Mostre
- 1998 mostra personale nell’ambito del VideoFestival “L’Occhio del Ciclope”, Messina
- 2006 Alice sottoterra e altre storie macabre. Appunti e bozzetti per film (1989–2006), Associazione culturale B5, Roma
- 2009 mostra personale al Reggio Emilia Film Festival
- 2011 mostra personale al Fantafestival, Roma
- 2012 Alice sotto terra, esposizione tavole originali, Dorothy Circus Gallery (in collaborazione con #logosedizioni), Roma
- 2015–2016 Alice (in occasione dei 150 anni dalla pubblicazione di Alice nel Paese delle meraviglie, con opere di Emanuele Luzzati), Museo Luzzati, Genova
- 2018 Alice sotto terra, esposizione tavole originali, Mirabilia, Bologna
- 2023 Stefano Bessoni - La Mole delle Meraviglie, Mole Antonelliana, Torino

## Libri
- Homunculus, Modena: #logosedizioni (2011)
- Wunderkammer, Modena: #logosedizioni (2011)
- Alice Sotto Terra, Modena: #logosedizioni (2012)
- Canti della Forca, Modena: #logosedizioni (2013)
- Pinocchio, Modena: #logosedizioni (2014)
- Oz, Modena: #logosedizioni (2016)
- Stop-motion, La fabbrica delle meraviglie, Modena: #logosedizioni (2014)
- Mr Punch, Modena: #logosedizioni (2015)
- Workshop di stop-motion. Primo livello, Modena: #logosedizioni (2016)
- Workshop di stop-motion. Secondo livello - Il burattino, Modena: #logosedizioni (2016)
- Rachel, per la serie Le scienze inesatte, Modena: #logosedizioni (2017)
- Rebecca, per la serie Le scienze inesatte, Modena: #logosedizioni (2018)
- Giona, per la serie Le scienze inesatte, Modena: #logosedizioni (2018)
- SPOON – 27 giorni da bombo (scritto da Varla Del Rio), Roma: Bakemono Lab (2018)
- Theo, per la serie Le scienze inesatte, Modena: #logosedizioni (2019)
- Lombroso, Modena: #logosedizioni (2019)
- Darwin, Modena: #logosedizioni (2020)
- Memorie di un boia che amava i fiori (scritto da Nicola Lucchi), Roma: Bakemono Lab (2020)
- Alice Sotto Terra. White Rabbit Edition, Modena: #logosedizioni (2021)
- Struwwelpeter. La vera storia di Pierino Porcospino, Modena: #logosedizioni (2022)